# 彼得拉费拉扎纳
彼得拉费拉扎纳（義大利語：Pietraferrazzana）是意大利基耶蒂省的一个市镇。总面积4平方公里，人口135人，人口密度33.8人/平方公里（2009年）。ISTAT代码为069103。